# 고려의 문화
고려의 문화는 신라 말기부터 시작되어 고려 전기에 꽃피운 호족 문화, 무신 정권기의 은거한 선비들의 시가 문화, 후기의 성리학적 문화와 원나라의 영향을 받은 문화로 구성되어 있다. 한편 고려 전반에 걸쳐 귀족 문화의 성격을 띠었다.
여러 풍속에 영향을 받던 통일신라와 엄격한 유교질서 아래 조선과 달리, 더욱 두드러지게 고려시대에는 여성 존중의 사회 분위기가 조성되었다. 원나라를 건국한 쿠빌라이칸이 고려인의 능력을 매우 높이사는 내용으로 중국 《원사》에 “고려는 작은 나라지만 기술자는 한인에 비해 우수하고 유학자는 모두 경서에 통달하고 공자 맹자를 배운다”라는 기록이 있다.

## 고려 전기

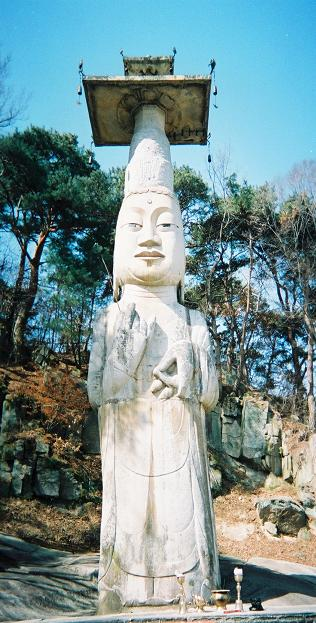
관촉사 미륵보살 입상

9세기 이후에 나타난 불교계의 새로운 경향은 선종(禪宗)의 유행이었다. 선종은 소의경전(所依經典)에 따라 그 종파를 구별하는 교종(敎宗)과 대조되는 입장에 선다. 이러한 선종은 선덕여왕 때에 처음 전래된 이후 9세기 초 도의(道義)가 크게 성행시켜 9산(九山)이 성립되었다. 이 선종은 주로 신라의 변방에서 발달하였으며, 지방의 유력한 호족들과 밀접한 관계를 가지면서 자랐다.

최치원

신라 말기에는 도당(渡唐) 유학생 가운데 걸출한 학자가 많이 나왔는데, 김운경(金雲卿)·김가기(金可紀)·최치원 등은 대표적인 인물이었다. 특히 최치원은 당에까지 문명(文名)을 크게 날렸으며 많은 저술을 남겼으나 《계원필경집(桂苑筆耕集)》과 약간의 시문(詩文)만이 현존한다. 7~8세기에 크게 발달한 향가는 9세기에도 널리 보급되었던 것 같다. 9세기말에는 진성여왕의 명에 따라 향가집 《삼대목(三代目)》이 대구화상(大矩和尙)과 각간(角干) 위홍(魏弘)이 편찬하였다.
신라 말에는 호족의 대두와 함께 풍수지리설(風水地理說)이 널리 유포되었다. 승려 도선(道詵)이 선양한 풍수지리설은 호족 세력에게 수용되었는데, 이에 각지의 호족들은 풍수지리설에 입각해서 그들의 존재를 정당화하였다. 고려의 통일 후 풍수지리설은 크게 발전하여 지배자나 지방 호족들에게 정치적으로 이용되는 경우가 많았다.
지방 세력이 성장한 이면에는 지방문화가 발달하고 있었다. 신라의 난숙한 귀족문화는 지방으로 확산되어 지방문화의 발달을 가져왔다. 호족들이 주도하고 지방민들이 참여하는 지방 단위의 문화 활동이 전개되어, 지방사회 단위의 불사(佛事)들이 추진되고 지방학교들이 세워졌다. 9~10세기경 지방에서 만들어진 불상이나 석탑 등은 왕경(王京)에서 파견된 일류 장인들이 만들어낸 이전 시기의 작품만큼 균형잡히고 세련되지 못하였으나, 지방별로 소박하고 꾸밈없는 개성미를 보여준다.
지방 출신들의 지적 수준도 향상되었다. 소경(小京)과 같은 지방의 중심지들에서는 일찍부터 저명한 학자들이 배출되었으며, 신라 말에는 학식을 갖춘 문인의 저변이 크게 확대되어 있었다. 그리하여 고려 초에 이르면 태조 왕건을 비롯한 지방 출신 지배층들은 이전 시대의 모순을 비판하고 새로운 정책을 제시할 정도로 유교 경전에 대한 이해나 정치이념에서 체계를 갖추고 있었다. 고려 관인층의 다른 한 부류인 신라 6두품 출신의 문인들보다는 수준이 낮았지만, 호족 출신들도 대개는 기초적인 문인적 소양을 갖추었고, 그것은 계속 향상되어갔다. 고려 초 이래로 호족 출신들은 문인적 소양을 갖춘 관인집단의 주된 구성원이었다.
새로운 시대적 상황은 인간관과 신분관의 변화와 함께 지배자로서의 관인(官人)에 대한 관념의 변화를 가져왔다. 불교가 하층민에까지 확산되고, 보편적 개체로서의 인간의 본성에 대한 깨달음의 중요성을 강조하는 선종(禪宗) 교단이 번창함에 따라 새로운 인간관이 확산되었다. 왕족을 신성족(神聖族)으로 표방한 건국신화나 왕족이 전생에 부처의 혈통이었다는 진종설화(眞宗說話)와는 대조적으로, 8세기 중엽의 설화에서는 노비와 같은 하층민도 깨달음을 얻어 해탈할 수 있는 존재로 이야기되었다. 새로운 사조에 따른 인간관이 확산되면서 혈통별 신분 차이를 극도로 강조하는 골품제에 입각한 인간관이 붕괴함에 따라, 새로운 사회질서의 출현이 요구되었다.
골품제의 폐쇄성에 대한 비판은 일찍부터 제기되어, 고려 초에는 학식이 높은 현인을 관인으로 등용해야 한다는 인식이 널리 퍼졌다. 태조 왕건이 즉위 직후 발표한 정치적 급선무의 하나도 현인의 등용이었다. 그러한 이상이 실현되지 못한 경우도 많았지만, 그것은 사회적 공론으로서 그리고 관리인사의 이상적 원칙으로서 확고하게 자리잡았다. 혈통에 따른 신분의식은 남아 있었지만, 그에 따른 제약과 폐쇄성은 크게 약화되어 이전 시대와는 근본적으로 다른 방식으로 작용하였다.
고려의 법제에서는 골품제와 달리 지배층조차 신분별로 세분하여 관등의 상한을 두거나 관직을 제한하는 신분적 편협성이 제거되었고, 학식의 정도를 기준으로 하는 과거제도가 새로이 중요한 관리등용 제도가 되었다.

## 민속

### 차 문화
당시 고려에서는 민속에서는 차를 약용하기 시작한 한편 의례적 기능이 차 문화에서 나타나기 시작했고, 다양한 계층이 차를 즐기게 됨에 따라 차 문화 또한 다양하게 발달하였다.
고려는 차를 관할하는 관청인 다방과 차를 생산하는 다소(茶所)를 두었다.
이러한 문화에서 차시(茶詩)를 기록하던 문화는 당시의 차 문화가 어떠했는지를 알 수 있는 역사적 사료가 된다.
고려는 차문화가 정치적 의례로서 기능하기도 했는데, 다시(茶時)는 임금이 신하에게 내릴 중형을 결정하기 전 책임자와 함께 차를 마시면서 의견을 나눈 뒤 결정했던 제도이다. 차를 마시면 정신이 맑아지고 따라서 올바른 판단을 내리게 한다는 당시 관념에서 비롯된 것으로 보인다.
차 문화는 형성과 보급에 있어 종교가 중요한 역할을 수행하였다. 이후 고려에서 조선으로의 왕조 교체 및 불교의 쇠퇴로 차 문화가 자연스럽게 쇠퇴했다는 주장이 일반적이다.
차 문화가 쇠퇴한 원인에 대해서는 차 문화의 신분과 지역에 따른 제한에서 설명하려는 시도가 있기도 하나, 이 원인에 대한 설명은 문서의 주제를 벗어난다.

### 남녀의 만남
혼인 형태는 일부일처제가 일반적인 현상이었다. 여성의 재가는 비교적 자유롭게 이루어졌고, 그 소생 자식의 사회적 진출에도 차별을 두지 않았다.
서긍이 적은 《고려도경》에 의하면 남녀가 한 데 어울려 혼욕을 했다고 전한다.
비슷한 내용이 《위서》에서도 언급된다. 고려시대에는 동성혼이 일반적으로 행해졌으며 일부다처제 사회로써, 조선조 중종 때까지도 고려시대의 다처혼의 풍습이 잔존하여 논란의 대상이 된다.

### 다양한 오락거리를 장려한 국가와 궁중
고려시대의 민속놀이는 삼국시대보다 훨씬 풍부하게 나타나고 있으며, 그것이 민간차원보다는 국가에서 또는 궁중에서 이를 장려한 경우가 많다는 점에서 특징적이라 하겠다. 놀이는 일반적으로 오락· 경기·예능·무예·신앙·명절과 관계가 긴밀하므로 그 개념 속에는 경쟁성과 유희성, 오락성, 예능성 등이 복합적으로 내포되어 있는 것이다. 처용희, 나희, 산대잡희, 수희가 예능적 내용이 있고, 격구, 수박희, 각저희, 석전희가 경기적 내용이 있고, 추천희, 지연희, 호기희, 척초희·초인희, 농환희, 장간희, 죽마희, 투란희가 유희적 내용이 있고, 위기, 투호, 저포희, 쌍륙이 오락적 내용이 있다.

고려 시대의 왕들은 사냥을 즐겼으며 고려 후기 원나라의 지배를 받던 시기에는 자연스레 국정보다 사냥에 몰두하게 된다.

## 문학
무인들이 정권을 장악하자, 일부 문인들은 출세를 단념하고 초야(草野)에 은거하며 음주와 시가(詩歌)를 즐기는 경향을 나타내었다.
이인로(李仁老)·임춘(林椿) 등은 그 대표적인 인물로 중국의 죽림칠현(竹林七賢)에 비기어 스스로를 해좌칠현(海左七賢)이라고 자처하였다. 다른 한편 이규보(李奎報)·최자와 같이 최씨의 문객으로서 무인 정권하에서 새로운 출세의 길을 모색하는 문인학자들도 있었다. 그러나 이들에게도 정치적 진출에는 한계가 있었다. 문인들은 무신정권 아래서 문필과 행정사무의 기능인으로서 벼슬을 구하거나 그 문객(門客)이 되어 무인집정의 환심을 사기 위해 시나 문장을 짓곤 하였다.
이 두 부류의 문인들은 서로 얽혀서 하나의 문학적 세계를 이룩하였고, 그 속에서 자라난 것이 신화(神話)·전설(傳說)·일화(逸話)·시화(詩話) 등을 소재로 한 설화문학(說話文學)이었다.

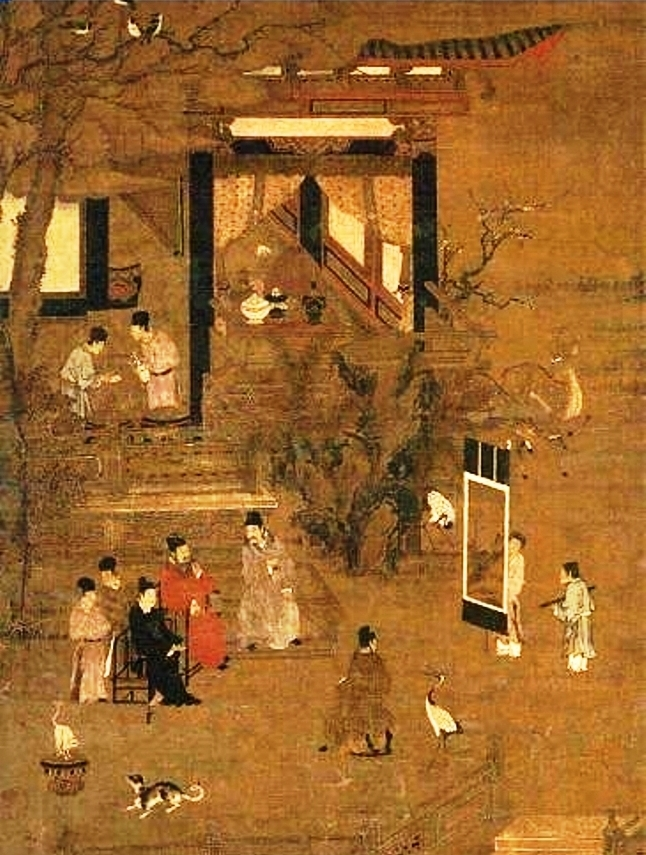
고려시대 개경의 생활상을 담은 회화

문종 때 박인량(朴寅亮)의 《수이전(殊異傳)》을 선구로 하여, 무인 시대에 이르러 이인로(李仁老)의 《파한집(破閑集)》, 최자의 《보한집(補閑集)》, 이규보의 《백운소설(白雲小說)》 등이 대표적인 작품이었는데, 이러한 작품들의 작자는 당대의 손꼽히는 문필가로서 최씨 정권에 발탁되어 활동한 인물들이었다.
이 작품들은 비록 한담 식의 글들이지만, 그 속에는 무신정권을 정면으로 거스르지 않는 범위에서나마 종종 작자 나름의 생각이 담기곤 하였다.
특히 고가를 다룬 글들 중에는 《삼국사기》에서 소홀히 다룬 전통문화에 대한 사실들에 주목하여, 새로운 역사인식을 모색하는 면도 엿보인다. 그러한 역사인식은 다른 형태로도 저술되었으니, 이규보는 서사시 〈동명왕편(東明王篇)〉에서 고대 신화에 대해 부정적인 김부식의 역사이해에서 벗어나, 고대 문화에 내재된 기상과 활력을 새로이 발견하고 긍정적으로 평가하였다.
무신정권의 기반이 확고해진 이후 문인들은 무신들이 주도하는 현실에 순응하면서도, 억눌린 현실로부터 무언가 변화를 꿈꾸었다. 이러한 가운데 경기체가(景幾體歌)라는 새로운 유형의 문인 시가(詩歌)가 등장하여, 이후 고려 후기와 조선전기에 걸쳐 유행하였다. 최씨 집권기에 지어진 〈한림별곡(翰林別曲)〉은 당시 문인들의 문필 재능과 지식을 과시하는 것으로 시작하여, 당시 문인들의 주변에서 높게 평가되거나 애호되는 것들을 호쾌한 기분으로 노래한 것이다.

## 사상

### 민족 의식
고려 시대에는 민족 의식이 국가 사회를 이끌어 나갔다. 고려인들은 고대 사회의 모순을 극복하고 민족의 재통일을 이루어 낸 역사적 경험에서 자신감을 가지게 되었고, 이를 토대로 하여 강렬한 민족 의식이 형성되었다.

### 역사서들의 출간
역사서로써 고려 중기에 《삼국사기》, 고려후기에 《삼국유사》, 《제왕운기》가 출간 되었다.

### 유교권에 주자학의 전례
고려가 원나라와 교섭을 갖는 동안에 받아들인 주자학은 고려 말의 학문·사상 면에 새로운 전환기를 가져오게 하였다. 주자학은 송나라 주자(朱子, 朱熹)가 완성한 것으로, 주자의 학설은 주돈이(周敦頤)·장횡거(張橫渠)·정명도(程明道)·정이천(程伊川)·나종언(羅從彦) 등의 학설을 계승하여 대성된 것이다. 주자는 만물의 근원을 이(理)·기(氣)로 나누어, 이(理)는 만물에 성(成)을 주며, 기(氣)는 만물에 형(形)을 준다고 하였다. 주자학은 충렬왕 때 안향(安珦)이 최초로 받아들였고, 충렬왕의 유학 장려로 점차 발전하였다. 인생과 우주의 근원을 형이상학(形而上學)적으로 해명하는 주자학은 신진 사대부들에게 뿌리를 박게 되었다. 안향의 뒤를 이어 백이정이 역시 원나라에 유학하여 이를 배워 왔으며, 그의 제자 이제현이 그 뒤를 이었다. 고려 말기에는 이숭인(李崇仁)·이색·정몽주·길재 등과 정도전·권근 등이 배출되었다. 이 주자학의 전파는 불교 배척의 기운을 조성하였고, 《주자가례(朱子家禮)》에 의한 유교 의식이 점차 실시되었다.

## 기술 문화

### 인쇄술

#### 현존하는 세계에서 가장 오래된 금속활자 출판물
우수한 종이 제조기술, 금속주조·세공기술 등을 바탕으로 세계에서 처음으로 금속활자가 발명되어, 고종 21년(1234년)에는 인종 대에 편찬된 《상정고금예문(詳定古今禮文)》이 금속활자로 인쇄되었다. 현존하는 오래된 금속활자본으로는 1297년의 《청량답순종심요법문(淸凉答順宗心要法文)》과 1377년의 《직지심경(直指心經)》이 알려져 있다. 당시의 금속활자 인쇄는 활자를 고정시키는 기술의 제약으로 다량의 인쇄를 할 때는 목판인쇄보다 효율이 떨어졌지만, 적은 수량의 책을 간행할 때는 대단히 효율적이었다. 당시의 인쇄물들은 발행 부수가 적은 경우가 많았기 때문에 활자 인쇄의 효용은 컸다.

#### 정교하게 가공된 대규모 인쇄 목판
종래의 목판인쇄술도 정교하게 발달하여, 현재 해인사에 소장된 대장경판과 같은 걸작이 만들어졌다. 인쇄 후 활자판을 해체하여 활자를 다시 사용하는 금속활자 인쇄와 달리 목판인쇄의 경우는 판목을 보관해 두고 필요할 때마다 인쇄할 수 있는 장점이 있었으므로, 금속활자의 작업으로 1251년에 완성된 재조대장경의 8만 1천여 매에 달하는 판목은 변형이나 부식 등을 방지하는 가공기술과 미려한 판각기술로써 제작함으로써 7백 년이 더 지난 현재에도 훌륭히 인쇄를 해낼 수 있다.

#### 불교를 제거하고 성리학을 보급하려던 혁명가 정도전

##### 고려에서 목판 인쇄술과 금속활자 인쇄술
고려 후기에는 유교와 불교의 흥륭에 따라 각종 서적이 보급되었고, 이에 따라 인쇄술이 발전하게 되었다. 일찍부터 목판(木版) 인쇄가 행하여졌는데, 지금도 남아 있는 대장경판(大藏經版) 같은 것은 세계에 자랑할 수 있는 귀중한 불교 문화재이다.
목판 인쇄에서 한 걸음 나아가 이 시대에는 금속활자가 발명되었다. 활판(活版) 인쇄는 11세기에 북송(北宋)의 필승(畢昇)이 처음 발명하였다고 하나, 그것은 토활자(土活字)로 세상에서 널리 사용되지 못한 채 사라졌다. 고려에서 활자를 사용한 기록으로는 고종 21년(1234) 《상정고금예문(詳定古今禮文)》을 주자(鑄字)로 인쇄했다는 기록이 있다. 주자, 즉 금속활자는 이보다 앞선 시대부터 사용된 것 같으며, 이것은 서양에서 처음으로 활자가 나타난 1450년보다 226년이나 앞서는 것이다.

##### 소품종 대량인쇄 국가 기관의 설치
현대의 인쇄술과 달리 고려와 조선에서는 짧은 시간 안에 소량(少量), 다종(多種)의 인쇄물을 얻는 목적의 인쇄술이 금속활자였고, 많은 인쇄물을 얻고 싶으면 목판으로 인쇄하였다. 정도전은 신진사대부의 핵심 동지들을 향해 금속활자로 책을 인쇄하기 위한 국자감의 인쇄기관 서적포와 금속활자를 만들어, 불교를 성리학으로 대체하자고 제안한다.
세계에서 최초로 금속활자를 사용한 고려는 이 시험기(試驗期)를 거쳐, 공양왕 4년(1392년) 1월에는 국가에서 서적원(書籍院)을 설치하고 주자와 인쇄를 맡아보게 하였다. 서적원의 설립후 불과 반년 뒤인 7월 조선이 건국되어 활자 인쇄는 성황을 이루었다. 그런데 서적원은 금속활자를 관장한다 했지만, 실제 보유한 것은 목활자였다.

### 천문학

#### 400년을 이어온 선명력
고려는 당나라의 선명력을 사용하다가 원나라의 부마국으로 전락한 이후인 충선왕 대에 수시력을 사용하기 시작하였다.
당나라에서 선명력을 사용하기 시작한 장경 임인년(壬寅年) 822년으로부터 고려 태조가 건국한 918년까지 벌써 백년이 지나는 사이에 역법이 차이가 나게 된다. 그러나 고려는 400년 동안 낡은 당나라의 역법인 선명력만을 썼다. 당나라 이후 송나라까지 걸쳐 22회의 역법 개정이 있었다는 사실은 정치적인 수명개제(受命改制: 천명을 받아 제도를 개혁함)를 내세우기 위해서, 이름만 새 역법이었을 뿐으로 과학적인 역법의 발달과는 거리가 먼 것이었다.

#### 한반도에서 일식과 월식 예보의 시작
고려 초에는 역법이 발달하여 11세기 초부터 일식과 월식 예보를 독자적으로 하게 된다. 역법의 독자적 발달 없이는 일식과 월식의 독자적 예보란 기대하기 어렵다. 그래서 역사 기록 상으로는 일식 예보를 하지 못했다고 문종 원년인 1047년에 처음으로 문제가 된다. 그리고 고려는 일진(日辰) 표시가 중국과 달라지기 시작한다.

#### 점사를 위한 역법의 제작
지금의 기준으로 볼 때 미신적인 역이었음이 분명하지만, 이재(罹災)를 위한 특수한 역법으로 문종 6년에 다섯 가지 역이 제작된다. 이것들은 역법의 발달에 기인한 고려 천문역학자들의 자신감을 표현한 것으로 볼 수 있다.

### 항해술
고려가 도서지역에 설치한 봉수는 당시의 통항로에 인접한 곳에 위치하였고, 항해자가 24시간 식별할 수 있도록 낮에는 연기, 밤에는 횃불로 위치를 표시하였다. 고려 봉수는 현대 항로표지 기본요건을 만족하며, 광달거리(시인성)는 약 29-39mile로 추정되고, 봉수의 광도는 약 9,105-168,610cd로 추정할 수 있다. 국가가 운영한 만큼 신뢰성이 높아 안전항해에 필수적인 항로표지 기능을 수행하였다. 선박을 이용하여 고려를 방문한 송나라 사신 서긍은 도서지역의 봉수를 이용하여 흑산도에서 벽란도까지 항해하였다.

### 의학
한국 중세의학 중에 고려시대 의료에서는 아라비아 의학, 인도 의학의 유입이 고려시대 의료의 국제적인 성격을 드러낸다. 이것은 중국의학의 과도한 영향력을 재검토하려는 노력이었다.
의학은 국초부터도 중요시되어 학교에 의학박사가 있었으며 과거에는 의과가 설치되었다. 10세기 말 성종 대에 지방에 파견된 교육관 중에도 의학박사가 경학박사와 함께 들어가 있었다. 또한 개경과 서경에는 일찍부터 동서대비원(東西大悲院)이 설치되어 의료사업과 의탁할 곳이 없는 사람들의 구제를 맡았고, 예종 7년에는 혜민국(惠民局)이 설치되어 백성들에게 의약을 보급하는 등 국가적인 의료사업을 시행하였다. 그러나 신라 이래 그간의 의술은 대개 중국으로부터 도입된 것이어서 약재도 대부분 수입품이었다. 그런데 점차 의학이 발달함에 따라 12세기 후반 이후에는 중국의 의술로부터 나름의 체계를 세우려는 노력이 이루어져 의서들이 편찬되었다. 그리고 대표적인 것이 고종 23년에 편찬된 《향약구급방(鄕藥救急方)》이다. 이 책은 한국에서 편찬된 의서 중 현전하는 가장 오래된 것으로, 향약은 중국에서 수입되는 약재인 당약(唐藥)에 대해 토산약재를 일컫는 말이다. 이 책은 50여 종에 달하는 질병에 대해 값비싸고 구하기 어려운 수입약재 대신 180종의 토산 약재들을 사용한 처방과 치료법이 세 권으로 정리되어 있다. 이는 의료혜택의 범위를 넓히는 데 중요한 역할을 하였고, 한국 전통의술의 발달에 중요한 계기가 되었다.

### 건축

#### 번화가 궁궐과 부촌
궁궐 만월대에 정전(正殿)인 회경전은 규모도 매우 장대한데 그 터는 높이가 5길(丈) 남짓이다. 송나라의 복층 건물을 닮은 누관(樓觀)이 왕성의 왕궁이나 절 이외에 관도 양쪽과 국상, 부자들까지도 있었다. 개경의 서문인 선의문을 들어가면 수십 가호마다 누각(樓閣)이 하나씩이 세워져 있어 사신이 지나가게 되면, 부녀자들이 그 속에서 내다보았다.

#### 일반 주택가
경시사(京市司)에서 흥국사 다리에 이르는 길과 황성의 동쪽문인 광화문에서부터 봉선고까지 행랑 수백 칸이 만들어져 있었다. 그 이유는 비좁고 가지런하지 못한 백성들의 집을 가려서 그 추레함을 보이지 않기 위해서였다.
백성들의 주거지는 거주하는 형세가 고르지 못하여 벌집과 개미 구멍 같았다. 풍요롭고 여유로운 모습에 부유한 집은 열에 한두 집 정도로 지붕을 다소 기와를 덮었다. 그 외에 집들은 띠를 베어 지붕을 엮어 비바람을 피했다.
겨울이 추웠지만 솜 같은 것이 적어서 상류층 주택에서는 침상 생활이었고, 서민 주택은 온돌 바닥에서 생활이었다. 창우(倡優)들이 사는 집은 긴 장대를 세워 양갓(良家)집과 구별하였다.

#### 상업 지역
도성 안에 중심 도로를 따라 이어진 행랑에는 시장으로 향하는 문을 표시하였다. 그 문 안으로 오일장 등에 일정 기간을 두고 열리는 정기시가 있기도 하였기 때문에, 해가 떠있는 동안에만 시장이 개설되던 노점 형태여서 거리나 상점들이 실제로 없기도 하였다.  그래서 초목이 무성하며, 황폐한 빈터로 정리되지 않은 땅이 있기도 했다.

### 도로망
개경의 도성도로는 중국 등의 고대 도성과 같은 주작대로(朱雀大路)의 모습을 띠지 않고 지형과 수세에 따라 격자형이 아니라 불규칙한 형태였다. 도성 내의 관도(官道)와 사찰참배 도로가 서로 긴밀하게 연결되었다는 점이 주목된다. 그리고 국왕의 서경(西京) 및 남경(南京)으로의 지방 순행에 따라 간선도로가 크게 발달하였다. 고려시대 지방도로는 대체적으로 굴착하여 조성하였는데, 이는 성토기법보다 더 쉬운 공법이었다.

## 산업

### 상업
개성 상인은 수도 상인의 위치에 있으면서 고려시대에 전국의 상권을 지배하고 있었다. 고려시대의 상업은 도시는 시전을 중심으로 한 좌상이 발달하였으나 지방의 경우는 대부분 행상이었다.
고려측의 기록을 살펴보면 문종대와 선종대 등에는 일본인들과의 교역이 빈번하였다. 이 무렵 고려는 송나라 상인과 일본 상인들로 북적거렸는데, 무역을 통해 수익을 노리는 민간 상인을 억제하기란 어려운 일이었다.

### 농업

#### 목면의 재배
공민왕 때 원나라에 사신으로 갔던 문익점(文益漸)이 면화(棉花)씨를 가져온 데서부터 시작된다. 이로써 한국인의 의생활(衣生活)에는 획기적인 변화가 초래되었던 것이다. 그가 가지고 온 면화씨는 그의 장인 정천익(鄭天益)에 의하여 재배가 연구되고, 씨아와 물레가 제작되어 무명(綿布)의 생산이 가능해졌다. 이후 목면재배의 가치가 널리 인식되기 시작하였고, 조선왕조에 들어와서는 전국 각지에 널리 보급되었다.

### 공업

#### 화약의 제조
화약은 송나라와 원나라에서 이미 사용하고 있었으나 고려는 그 제조법을 모르고 있었다. 그 제조술을 최초로 습득하여 제조에 성공한 사람은 최무선이었다. 그는 당시 고려의 해안 일대를 어지럽게 하던 왜구를 섬멸함에 있어서 화약의 필요성을 절감하고 원나라에서 제조법을 배워 왔다. 이리하여 최무선은 우왕 3년(1377년) 왕에게 건의하여 화통도감(火㷁都監)을 설치하고 각종 화기(火器)를 만들어 화약을 무기로 사용하게 된 것이다.화약 및 화기의 제조는 병기(兵器)의 획기적인 발전을 가져왔고, 왜구 소탕에 이바지하였다.

## 참고 문헌
- 정서경 (2012). “고려시대 제도권 차문화의 의례적 기능”. 《남도민속연구》 (25).
- 서은미 (2018). “10~12세기 高麗의 차 문화와 국제관계”. 《역사와경계》 (부산경남사학회) (107).
- 홍민호; 이진한; 박서현 (2022). “『高麗圖經』 譯註」 (18) －권22 「雜俗1」과 권23 「雜俗2」편의 분석을 중심으로－”. 《韓國史學報》 (고려대학교 출판부). (구독 필요).
- 《고려와 고려도경》 (PDF) 1판. 경기그레이트북스. 2018년 12월.

## 같이 보기
- 고려
- 고려의 귀족 문화
- 고려의 종교
- 고구려의 문화